# ليا كالفر
ليا كالفر (بالإنجليزية: Leah Culver)‏ هي مدونة وعَالِمَة حاسوب أمريكية، ولدت في 5 نوفمبر 1982.